# Robert Danneberg
Robert Danneberg (* 23. Juli 1885 in Wien; † offiziell 12. Dezember 1942 im KZ Auschwitz) war ein sozialdemokratischer Politiker und Jurist der Ersten Republik in Österreich.

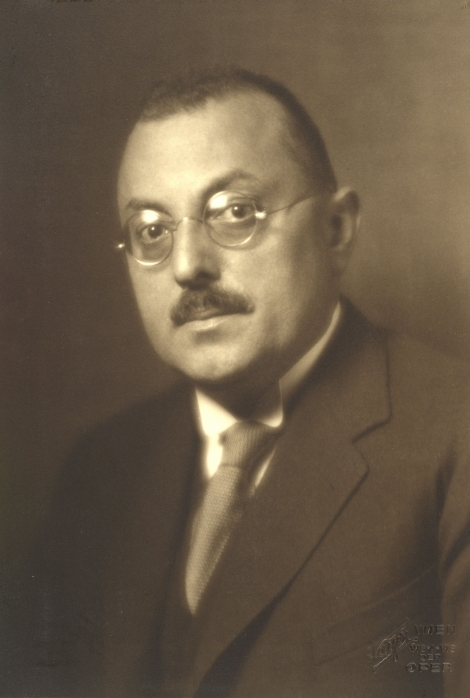
Robert Danneberg

## Leben

Robert Danneberg um 1905

Er wurde als Sohn von Jakob Danneberg, dem Herausgeber des Witzblattes Pschütt-Karikaturen, geboren und besuchte das Akademische Gymnasium, wo er mit Auszeichnung maturierte. Anschließend studierte er an der Universität Wien Rechtswissenschaften und wurde zum Dr. jur. promoviert.
1903 trat er dem Verband jugendlicher Arbeiter bei und begann mit seiner politischen Tätigkeit. Insbesondere kümmerte er sich um das Bildungswesen. Sein Vorbild war dabei der Tapezierer und Reichsratsabgeordnete Leopold Winarsky, dessen Mitarbeiter Danneberg bald wurde. Außerdem wurde er Redakteur beim Jugendlichen Arbeiter, dem Jugendorgan der Sozialdemokratischen Arbeiterpartei.
1907 wurde die Sozialistische Jugendinternationale gegründet, und im Jahr darauf wurde Danneberg ihr Generalsekretär. In der Folge veröffentlichte er seine Artikel hauptsächlich in der neu gegründeten Zeitschrift Bildungsarbeit.
Während des Ersten Weltkrieges trat er schon seit 1914 als einer von wenigen gegen die kriegsunterstützende Politik der Sozialdemokratie auf. Er geriet damit in Konflikt mit der Parteiführung und dem Parteiorgan Arbeiter-Zeitung, wobei es auch zu antisemitischen Anwürfen von Engelbert Pernerstorfer kam, die später von Dannebergs politischen Gegnern gern zitiert wurden. Er selbst war allerdings schon 1909 aus der jüdischen Glaubensgemeinschaft ausgetreten. Die Spaltung der Partei konnte verhindert werden.
Außerdem meinte Danneberg, dass die Arbeit für die Jugendinternationale in der Kriegszeit sinnlos sei, und hängte ein Schild mit der Aufschrift Wegen des Weltkrieges bleibt das Büro vorübergehend geschlossen an die Bürotür. Die sozialdemokratischen Jugendverbände der neutralen Staaten waren damit aber nicht einverstanden, daher gab Danneberg den Vorsitz an Willi Münzenberg ab, den er aber weiterhin beriet.
1918 wurde Danneberg Gründungssekretär der Sozialistischen Bildungszentrale. 1918 bis 1934 gehörte er dem Wiener Gemeinderat an, 1920–1932 fungierte er als Landtagspräsident. (Er war der erste Landtagspräsident in der Geschichte Wiens.) 1919/20 war er außerdem Abgeordneter zur Nationalversammlung und 1920 bis 1934 zum Nationalrat.
Danneberg war Mitautor der demokratischen Wiener Stadtverfassung (die im Wesentlichen bis heute gilt). Sie entstand 1920, als das Bundes-Verfassungsgesetz Wien zum Bundesland erhob. Ebenso war er Mitautor eines neuen Dienstrechtes für die Mitarbeiter der Stadtverwaltung und der städtischen Betriebe.
Beim Trennungsgesetz zur eigentumsrechtlichen Trennung Wiens von Niederösterreich war er 1920 / 1921 im Wiener Verhandlungsteam. Mit Finanzstadtrat Hugo Breitner konzipierte er das Steuersystem des Roten Wien. So geht etwa die Wohnbausteuer, mit deren Ertrag die zahlreichen Gemeindebauten errichtet wurden, höchstwahrscheinlich auf ihn zurück. Danneberg war federführend bei der Planung der Wiener Wohnbauprogramme 1923 und 1927.
Danneberg kümmerte sich aber auch weiter um die Fortbildung der Arbeiter, insbesondere um die Ausbildung der sozialdemokratischen Vertrauensmänner. Die Wirtschaftskrise und die zunehmende Benachteiligung Wiens durch die Bundesregierung, die sich vor allem in Änderungen des Abgabenteilungsgesetzes und in der geplanten Verschlechterung des Mieterschutzes zeigten, erschwerten Dannebergs Arbeit, da er der Hauptverhandler Wiens war. 1932 wurde er Nachfolger Hugo Breitners als Finanzstadtrat.
1933 ging Bundeskanzler Engelbert Dollfuß zu einem autoritären, diktatorischen Regierungssystem ohne Parlament über, die Landtage waren aber weiterhin aktiv. Am 9. Februar 1934 unterstützte Danneberg im Wiener Gemeinderat den Appell des Christlichsozialen Leopold Kunschak, alle demokratischen Kräfte zur Bekämpfung des Nationalsozialismus zu bündeln. Kunschak wurde von seiner Partei kaltgestellt, Danneberg nach Ausbruch der Februarkämpfe am 12. Februar 1934 wie viele andere sozialdemokratische Politiker verhaftet. Nach neun Monaten wurde er zwar freigelassen, allerdings unter strengen Auflagen wie Telefonierverbot und zweimal wöchentlicher Meldung bei der Polizei.
Im Gegensatz zu anderen ehemaligen SDAPÖ-Politikern war er auch in der illegalen Parteiorganisation aktiv und hatte Kontakte zu den Revolutionären Sozialisten.

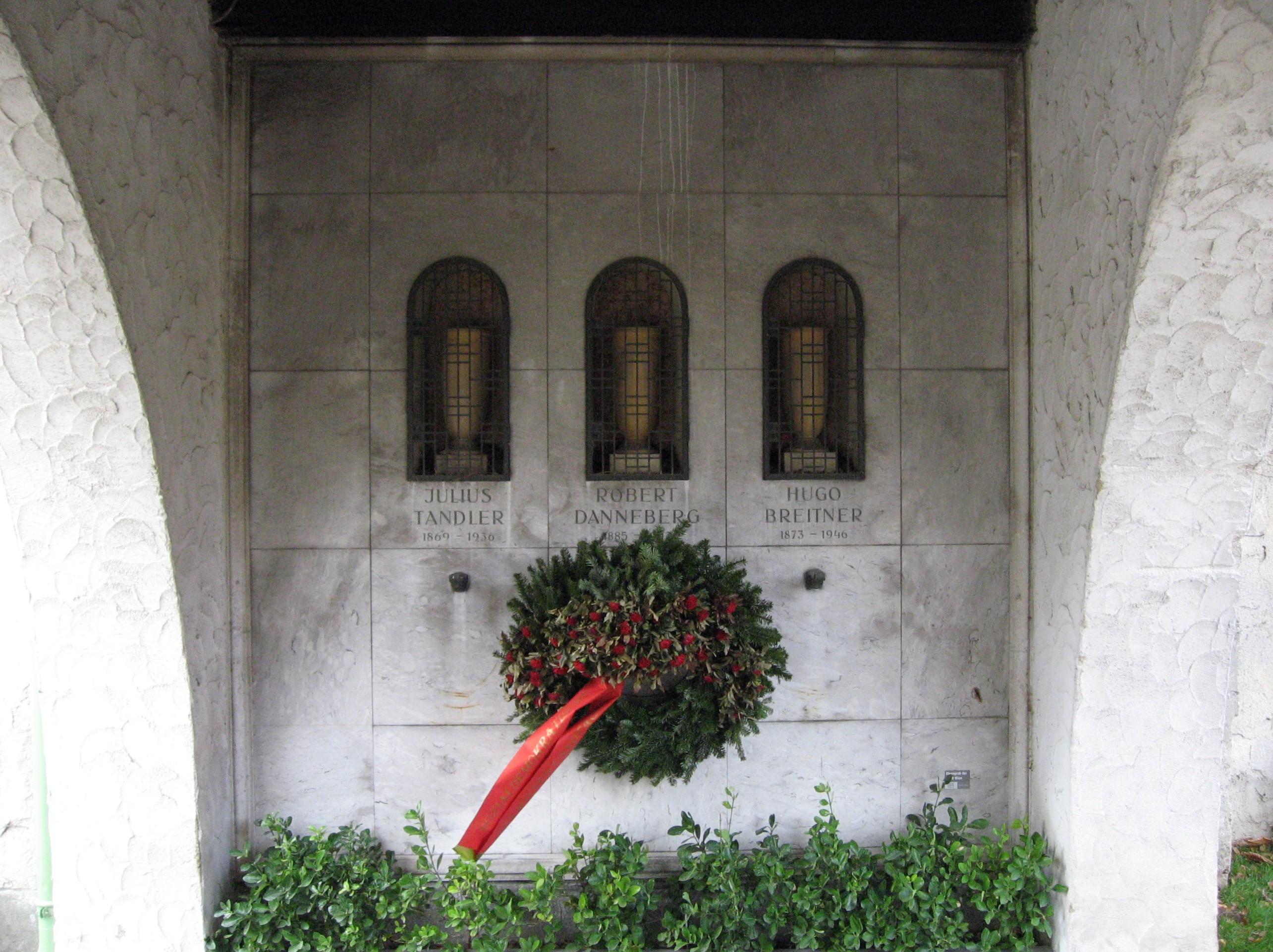
Urnendenkmal für Tandler, Danneberg und Breitner an der Feuerhalle der Stadt Wien

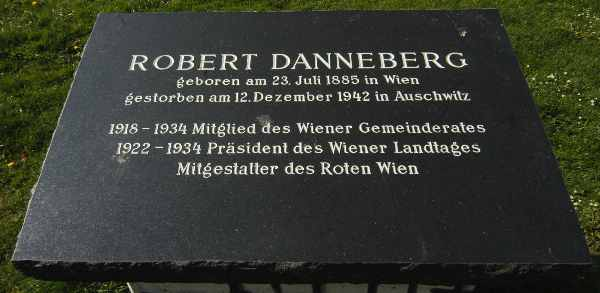
Gedenkstein im Arenbergpark (Dannebergplatz)

Im Zuge der Annexion Österreichs durch das nationalsozialistische Deutsche Reich wurde Danneberg beim späten Versuch, in die Tschechoslowakei auszureisen, die Einreise verweigert. Nach seiner Rückkehr nach Wien wurde er im Nordbahnhof von der Gestapo verhaftet und am 1. April 1938 mit dem so genannten Prominententransport in das KZ Dachau gebracht.
Später wurde er in das KZ Buchenwald überstellt. Da das Reichssicherheitshauptamt 1942 das Reichsgebiet „judenfrei“ bekommen wollte, wurde er im Oktober nach Auschwitz überstellt und dort um den 12. Dezember 1942 ermordet.

## Nachleben
Zu seinen Ehren wurde 1949 in Wien nahe seiner Wohnadresse Reisnerstraße im 3. Bezirk der Dannebergplatz am Rand des Arenbergparks nach ihm benannt.
Auf Grund eines Stadtsenatsbeschlusses vom 6. November 1950 wurde an der Feuerhalle Simmering der Stadt Wien ein gemeinsames Urnendenkmal für Robert Danneberg, Hugo Breitner und Julius Tandler errichtet (Abteilung ML, Gruppe 1, Nummer 1A). Diese Anlage zählt zu den ehrenhalber gewidmeten Grabstellen der Stadt Wien. Da die Asche Dannebergs in Auschwitz verschollen ist, wurde für ihn symbolisch eine leere Urne beigesetzt.
1992 wurde im Arenbergpark ein Danneberg-Gedenkstein angebracht. Seit dem Jahr 2010 vergibt die Wiener SPÖ alljährlich den Robert-Danneberg-Preis an ehrenamtliche Mitarbeiter.

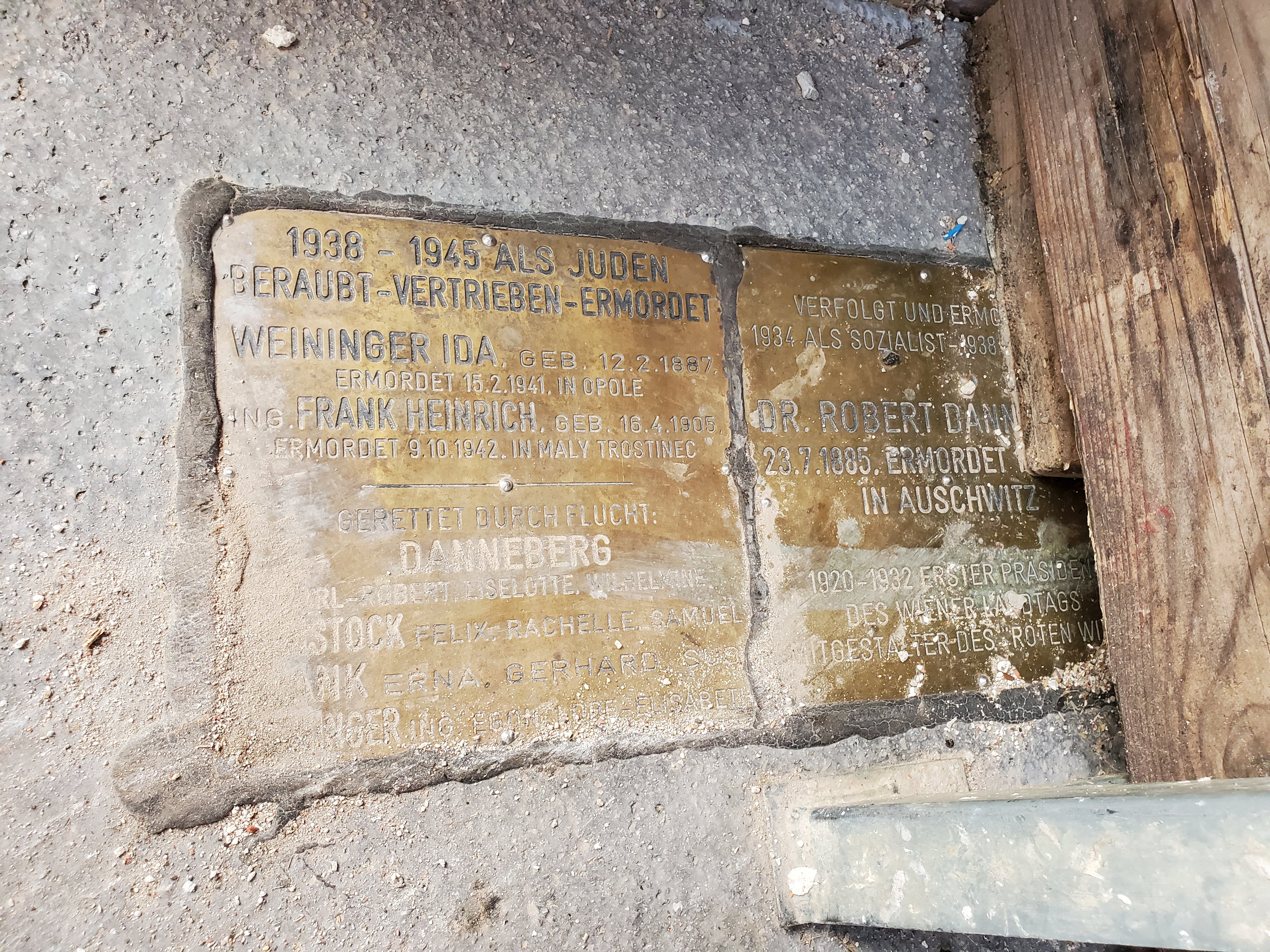
Steine der Erinnerung, Reisnerstraße 41

In der Reisnerstraße 41 befindet sich neben dem Hauseingang ein Stein der Erinnerung.